# Цефеида
Цефеидата е променлива звезда, гигант или жълт свръхгигант, чиято маса е между 4 и 15 слънчеви маси, а светимостта и между 100 и 30 000 слънчеви светимости. При цефеидите се наблюдава строга зависимост между яркостта на звездата и периода на изменение на блясъка ѝ, което позволява да се измери директно разстоянието до нея. Прототип на тези звезди е звездата δ Цефей. Друга известна цефеида е Полярната звезда.

## История
През 1908 г. Хенриета Ливит (която тогава работи в Харвардския университет) първа открива изключителната важност на цефеидите за определяне на разстоянията до галактиките. Тя забелязва, че периодът на изменение на блясъка на една цефеида е право пропорционален на блясъка на звездата. Понеже тази зависимост е изключително строга, достатъчно е да се измери разстоянието до някоя цефеида (или до няколко, за по-голяма точност), и може да се определи отношението на периода и към нейния абсолютен блясък. След като това отношение стане известно, може да се определи разстоянието до всяка една друга такава звезда.

## Метод на цефеидите
Връзката между периода на изменение на блясъка на една цефеида и нейната светимост е толкова строга, че вече повече от век се използва от астрономите като един от основните методи за определяне на разстоянията във Вселената. Зависимостта е наистина много строга: светимостта на цефеида с период от 3 дни е 800 пъти по-голяма от слънчевата; цефеида с период от 30 дни има светимост от 10 000 слънчеви светимости. След като зависимостта период-светимост е била калибрирана по най-близките цефеиди, до които разстоянието е било измерено с други средства, вече е станало възможно да се прилага тази зависимост за други звезди и така да се определя разстоянието до тях. Ако те се намират в други галактики, то могат да се измерват директно разстоянията до тези галактики.
За да се определи разстоянието до една цефеида, е необходимо да се оцени нейната видима величина, както и нейният период на изменение на блясъка.
Абсолютната звездна величина на цефеидата се получава по формулата:
{\displaystyle M_{v}=-2,81\log(P)-1,43},
където {\displaystyle M_{v}} е Абсолютната звездна величина на звездата, а P е периодът ѝ.
Знаейки Абсолютната звездна величина, и след като е определено с наблюдения нейната видима величина, може да се намери разстоянието от определението за абсолютна величина:
{\displaystyle M_{v}=m+5\lg {\frac {d}{d_{0}}}}
или същата формула, преобразувана за разстоянието:
{\displaystyle d=d_{0}10^{\frac {M-m}{5}}}
(където {\displaystyle M_{v}} е абсолютната звездна величина, m е видимата, d е разстоянието до звездата, а {\displaystyle d_{0}} е стандартното разстояние, за което се определя абсолютна звездна величина (10 парсека)).